# میل فلاناگان
میل فلاناگان (انگلیسی: Maile Flanagan؛ زادهٔ ۱۹ مهٔ ۱۹۶۵) یک هنرپیشه و صداپیشه اهل ایالات متحده آمریکا است. اکثراً او را با گویندگی ناروتو اوزوماکی می‌شناسند. وی همچنین به خاطر بازی در سریال‌های موش‌های آزمایشگاهی، آناتومی گری، اداره، بی‌شرم و علف شناخته می‌شود.

## زندگی‌نامه
فلاناگان در تاریخ ۱۹ مه ۱۹۶۵ در هاوایی متولد شد، پدر او برای ارتش ایالات متحده آمریکا خدمت می‌کرد. در سال ۱۹۶۹ او به همراه خانواده‌اش در تایلند مستقر شدند و هنگامی که او ده سال داشت آن‌ها به آلمان نقل مکان کردند.
وی در سال ۱۹۸۳، از مدرسه دفاعی وزارت دفاع ایالات متحده آمریکا فارغ‌التحصیل شد. فلاناگان در ۱۹۸۷، در رشته علوم سیاسی از کالج بوستون فارغ‌التحصیل شد.
او آشکارا لزبین است و در تاریخ ۲۰۰۸، با لسا همت ازدواج کرد.

## فیلم‌شناسی

### تلویزیون
کدبانوهای وامانده (۲۰۰۷)
آناتومی گری (۲۰۰۵-۲۰۰۷)
کلاس (۲۰۰۶-۲۰۰۷)
اداره (۲۰۰۷)
رنو ۹۱۱! (۲۰۰۸)
علف (۲۰۱۱)
موش‌های آزمایشگاهی (۲۰۱۲-۲۰۱۵)
بی‌شرم (۲۰۱۳-۲۰۱۴)
خانواده امروزی (۲۰۱۵)
موش‌های آزمایشگاهی: نیروی نخبگان (۲۰۱۶)

### فیلم
تام و جری: حلقه جادویی (۲۰۰۲ - صداپیشه)
ناروتو (۲۰۰۷-۲۰۱۴ - صداپیشه)
عصر یخبندان: ظهور دایناسورها (۲۰۰۹ - صداپیشه)
رنگو (۲۰۱۱ - صداپیشه)
تبدیل‌شوندگان: نیمه تاریک ماه (۲۰۱۱)